# Sudáfrica en los Juegos Olímpicos de Atenas 2004
Sudáfrica estuvo representada en los Juegos Olímpicos de Atenas 2004 por un total de 106 deportistas que compitieron en 20 deportes.  
El portador de la bandera en la ceremonia de apertura fue el atleta Mbulaeni Mulaudzi.

## Medallistas
El equipo olímpico sudafricano obtuvo las siguientes medallas:
| Nombre                                                     | Deporte   | Competición             |
| ---------------------------------------------------------- | --------- | ----------------------- |
| Oro                                                        |           |                         |
| Lyndon Ferns Ryk Neethling Roland Schoeman Darian Townsend | Natación  | 4 × 100 m libre M       |
| Plata                                                      |           |                         |
| Mbulaeni Mulaudzi                                          | Atletismo | 800 m M                 |
| Hestrie Cloete                                             | Atletismo | Salto de altura F       |
| Roland Schoeman                                            | Natación  | 100 m libre M           |
| Bronce                                                     |           |                         |
| Roland Schoeman                                            | Natación  | 50 m libre M            |
| Donovan Cech Ramon di Clemente                             | Remo      | Dos sin timonel (M2-) M |